# Жукув (Замойский повет)
Жукув (пол. Żuków) — деревня в Замойском повете Люблинского воеводства Польши. Входит в состав гмины Мёнчин. Находится примерно в 16 км к северо-востоку от центра города Замосць. По данным переписи 2011 года, в деревне проживало 329 человек.
В 1975—1998 годах деревня входила в состав Замойского воеводства.

## Население
Демографическая структура по состоянию на 31 марта 2011 года:
|         | Всего | До трудоспособного возраста | Трудоспособного возраста | Старше трудоспособного возраста |
| ------- | ----- | --------------------------- | ------------------------ | ------------------------------- |
| Мужчины | 157   | 36                          | 102                      | 19                              |
| Женщины | 172   | 29                          | 89                       | 54                              |
| Всего   | 329   | 65                          | 191                      | 73                              |